# علی احمد باکثیر
علی احمد باکثیر (۱۹۱۰ ـ ۱۹۶۹ اندونزی) شاعر و نویسنده، نمایشنامه نویس و رمان‌نویس اندونزیایی. وی تحصیلات ابتدایی خود را از مکتب خانه و مدرسه دینی آغاز نمود و به فراگیری علوم اسلامی و اصول زبان عربی پرداخت. وی در همان کودکی به مطالعه کتاب های ادبی نیز علاقه مند بود. باکثیر برای ادامه تحصیلات به مصر رفت و رشته زبان انگلیسی را در دانشکده ملک فؤاد قاهره ادامه داد. وی پس از چهارده سال تدریس، به وزارت ارشاد ملی منتقل و در شورای عالی هنر و ادبیات این وزارت خانه مشغول به کار شد. باکثیر اشعار، نمایشنامه ها و رمان های فراوانی را خلق کرد. وی بر وحدت اسلامی بسیار تأکید می کرد، به طوری که این مهم در کلام و اشعارش نمود یافته است و عدم تعصب وی به مذهب تسنن، نشان دهنده تأکید بیشتر او بر وحدت اسلامی است. وی در مورد فلسطین و غصب شدن سرزمینشان توسط صهیونیست ها اشعار و متون فراوانی از خود به جای گذاشت و این مسئله را مشکل تمام ملت اسلام دانسته و عرب ها را به خاطر صبرشان بر این قضیه شماتت می کرد.